# Hwangyeon-dong
Hwangyeon-dong (koreanska: 황연동) är en stadsdel i kommunen Taebaek i provinsen Gangwon i Sydkorea, 180 km öster om huvudstaden Seoul.